# 魔法使いの約束
『魔法使いの約束』（まほうつかいのやくそく）は、colyより開発・配信されているスマートフォン向けゲームアプリ（ソーシャルゲーム）。略称は「まほやく」。
ジャンルは「魔法使いと心を繋ぐ育成ゲーム」。メインストーリー、育成スポットシナリオ、親愛ストーリー、一部イベントストーリーとプロットを都志見文太が執筆、世界観監修をかずまこをが担当している。2019年11月26日に配信が開始され、2020年に漫画化、2021年に舞台化された。また、2025年1月から3月までテレビアニメが放送された。2025年6月には、JR東海リテイリング・プラスとのコラボレーション企画を実施している。

## ストーリー
舞台は魔法使いと人間が共存する世界。一年に一度近づく「大いなる厄災」と呼ばれる月によって甚大な被害を受けた世界に賢者として召喚された主人公が、21人の「賢者の魔法使い」達と共に次の大いなる厄災の接近に向けて訓練と戦いを重ねる中で、絆を深め心を繋いでいく。
イベントストーリーではメインストーリー後の魔法使いたちの生活の様子や、厄災の影響により各地に頻出している異変を解決していく姿が描かれる。
メインストーリー第1部は、フルボイスで全21章が完結。第1部のイベントストーリー『きみに花を、空に魔法を』が、2022年1月18日よりメインストーリー第1.5部として全編フルボイスで追加。同年3月18日よりメインストーリー第2部が配信開始され、2023年8月31日に全22章が完結、後日フルボイス化を予定している。

## ゲームシステム
ゲームジャンルは「魔法使いと心を繋ぐ育成ゲーム」。プレーヤーは主人公である賢者として、魔法使い達を育成し様々な姿に覚醒させる。覚醒したキャラ達をパーティに編成し、訓練や厄災の討伐などのミッションを行う。育成とミッションを通して経験値を貯め、レベルを上げていくことでメインストーリーが開放される。
育成ではシナリオカードに編成された魔法使いをメインに、サポートカードに編成されたキャラクター達とスポットで交流を行うことで、パラメーターを上昇させていく。育成するスポットや魔法使いによって様々なエピソードが確率で発生する。育成中にキャラクターやエピソードから特性を拾うことがあり、パラメーターと所持する特性の種類により覚醒の姿が変化する。スポットごとに特殊なコマンドが存在し、希望の姿への覚醒確率上昇や経験値の増加、アイテムドロップ率の上昇など様々な効果を受けられる。
ミッションには他のプレーヤーを相手に行う「訓練」と、イベント時限定で出現する厄災を討伐する「厄災」の2種類がある。覚醒したキャラ達を1組10人のパーティに編成して戦わせる。パーティの覚醒キャラのパラメータにより総合力が算定される。戦いの舞台となる土地や天候によって、有利になる魔法使いが異なり、また所持する特性によって、与えるダメージが変化する。
Live2Dに対応しており、カードの姿（等身大）と覚醒した姿（ミニキャラ）の両方で、表情や手振り、魔法の発動など多彩な動きを取る。

## 登場人物
賢者の魔法使いは中央、東、西、南、北の五つの国から召集される。今回の大いなる厄災の被害をうけ、魔法使い達と賢者は中央の国にある魔法舎にて共同生活を行っている。
声の項は特記のない場合、ゲーム版・テレビアニメ版共通の声優。演の項は舞台版のキャスト。

### 主人公
真木 晶（まさき あきら）
声 - 花守ゆみり（テレビアニメ）
演 - 新正俊（第1章 - 第3章）、大森夏向（祝祭1 - ）
名字、名前共に変更可能。男女の性別も変更可能。男主人公の一人称は「俺」、女主人公は「私」。性別選択による発言内容の違いはない。
猫好きであり猫を飼う知り合いの家を訪れるためにエレベーターに乗ったところ、魔法使いたちの世界に召喚された。賢者として〈大いなる厄災〉から世界を救うため魔法使いたちを導く。魔法使いたちと友達になり、信頼関係を築くことを目指している。
舞台・漫画では、男主人公。アニメでは、女主人公である。

### 魔法使い

#### 中央の国
オズ
声 - 近藤隆
演 - 丘山晴己（第1章 - 音楽祭2）、伊勢大貴（1.5部前編 - ）
身長：185cm / 誕生日：4月27日 / 魔道具：杖 / 特技：破壊魔法
世界最強として長く恐れられている魔法使い。伝承の中では異形の姿をしているように伝えられていた。
寡黙であまり物事に動じることはない。ミスラ曰く「眉ひとつ動かさずに大地を引き裂く」とまで言わしめる。が、幼いアーサーにはだいぶ振り回されたようで、そこから父性本能のようなものに目覚めたおかげか、年若い魔法使いに対しては心遣いを見せたり、とくにアーサーに関しては過保護な部分が目立つ。
世界最強と謳われるだけあり、その魔力量は賢者の魔法使いたちの中でトップクラス。
オズ自身の機嫌によって天候を変えられるほどだが、「厄災の奇妙な傷」により、夜に魔法を使うと眠ってしまうという弱点がある（弱い魔法なら使うことができる）。
スノウやホワイトは師匠、フィガロとは兄弟子という関係性。かつてフィガロと共に世界征服を目指し、このとき力のある魔法使いをことごとく石にして世界の半分を手中におさめた。が、そのさなか師匠であるスノウとホワイトが殺し合いをしてホワイトが亡くなってしまったことで虚しさを覚え、世界征服を中断した。これによって世界情勢が大いに混乱し、革命戦争などが勃発した。（中央の国の建国にも関わってくる）また、雪山に捨てられていたアーサーを育てた過去があり、彼がグランヴェル城に戻ってからは彼の名誉を守るため、接触を断っていたが、姿を変えてグランヴェル城に行くなどアーサーを見守っていた。
アーサーに懇願され、北の魔法使いたちを引き連れグランヴェル城にやってくる。その後、ニコラスの落下事件により、立場が悪くなったアーサーに居場所を作るため、自ら悪役となり、城を去る。しかし、トビカゲリ襲撃を受けたアーサーを助けるために、賢者の力を借りて魔法をふるう。その後は苦労人同士、ドラモンドとアーサーの愚痴を言い合っていた。
二部のメインストーリーにて、双子の「大いなる厄災との戦いでアーサーは死亡する」という予言を回避するため、運命に無理やり介入し、生粋の北の魔法使いでありながら中央の魔法使いとして召喚された（させた）という事実が判明する。しかし、双子の予言は絶対であるため、結局は数年のときを経てアーサーは中央の魔法使いとして召喚されてしまった。
アーサー・グランヴェル
声 - 田丸篤志
演 - 北川尚弥
身長：172cm / 誕生日：3月9日 / 魔道具：本 / 特技：暗記
中央の国の第1王子である魔法使いで、王位継承者。真っ直ぐな性格とその容姿は王子そのものであり、国民からの人気が高い。
また、カインとは、彼が騎士団長時代からの知り合いで、彼を「兄のような存在」と言っており、友人のように仲が良く今でも主従関係は続いている。
好奇心が強い性格で、オズやドラモンドをハラハラさせることがある。また前の賢者に教えられたらしく「人と出会ったことを記念する祝賀会」のことを合コンと呼ぶ。
心を病んだ王妃によって雪山に捨てられたところを、オズに拾われ育てられた。それ故、彼のことを心の底から慕っている。
人と魔法使いの間に深く残る溝を埋めるために努力を重ねており、若い魔法使いたちの中で魔力が最も強い。
第2部では、「魔法使いだから」という理由で騎士団長を解任されたカインを、再び騎士団長に任命しようと企んでいる。
カイン・ナイトレイ
声 - 神原大地
演 - 岩城直弥
身長：179cm / 誕生日：8月6日 / 魔道具：剣 / 特技：剣技
中央の国で騎士団長を務めていた魔法使い。陽気で気さく、親しみやすい性格のためよくモテる。面倒見の良い兄貴肌で、誰とでも仲良くなれるため、若い魔法使いからは、兄のように慕われている。敬語と蛇が苦手。魔法舎の魔法使いの中では若い魔法使いだが、オズや自分より年上の魔法使いに対しても、敬語を使わず気軽に話しており、主君であるアーサーに対しても普段は敬語を使っていない。一方で中央の国に仕える軍人として冷静な判断を下す部分もある。親しい友人であり、東の国の大貴族であるヒースクリフの実家「ブランシェット城」を訪れた際は、どこから攻めるかなどの思慮を巡らすなどの発言をして賢者を困惑させた。
騎士団時代は魔法使いであるということを隠していたが、オーエンとの邂逅以降周囲に魔法使いということがバレ、騎士団長の称号をはく奪され、騎士団から解任された。またその際、オーエンに左目を奪われ彼の瞳をはめ込まれたことから、後天的なオッドアイとなっており、前髪でその瞳を隠している。これはオーエンの目玉が自分の意志とは関係なくギョロギョロと動くことがあり、そのことで周囲を怖がらせないためという彼なりの気遣いである。騎士団を解任された今でも、騎士団員からは尊敬とあこがれを抱かれている。
「厄災の奇妙な傷」の影響で、触れるまでその相手の姿を認識することができない（オーエンは例外）。
剣技が得意で魔法を使わなくても強いため、第1部では、魔法を使うシーンは終盤になってから初めて登場する。
初めのころは、自分の左目を奪ったオーエンを警戒していたが、メインストーリー1.5部以降、「傷」のオーエンのことを「小さいお前」、普段のオーエンのことは「お前・小さくないお前」と呼び、彼に歩み寄ろうとしている。
リケ・オルティス
声 - 永野由祐
演 - 新谷聖司
身長：165cm / 誕生日：10月2日 / 魔道具：ランタン / 特技：リーダーシップ
中央の国の辺境にある教団で神の使徒として育った魔法使い。オズ相手にも物怖じせずに接するほど素直な性格。
世間知らずなところがあり、歯に衣着せぬ物言いをする。初めてあたたかい食事を提供してくれたネロによく懐いており、ときおりお菓子を食べすぎてお腹を壊すなど食いしん坊な一面も見られる。
ミチルは初めて出来た親友で、ルチルにミチルと共に読み書きを教わっている。
ミチルを大切に思うがゆえに彼に対して異様な執着や同調を強要させることがたびたびあり、自分が良いと思った物事に対してミチルが共感してくれないと激しく取り乱して責め立てるなど、精神的に危うい部分もある。教団に「魔法使いのマタタビ」が撒かれていたことから、教団はリケを利用する為に崇め奉っていたことが分かっている。

#### 北の国
スノウ
声 - 鈴木千尋
演 - 奥田夢叶（第1章 - 祝祭2）、陣慶昭（エチュード1 - ）
身長：135cm / 誕生日：5月29日 / 魔道具：人形 / 特技：予言、占い
ホワイトとは双子の兄弟で、兄にあたる。賢者の魔法使いの中でも最年長。幼い子供の姿をしているが、2000年以上生きており、魔法で大人の姿になることもできる。
思慮深く博識で堂々としているが、人をからかうことが大好きで少々お茶目。実年齢を知らない人間たちの前では、子供らしく振舞っている。
数百年前のムルに「孤独を知らない」ことを指摘されてから「孤独」に対する異常な憧れを抱くようになり、ホワイトとの別離を望む。結果、それに反対したホワイトと凄まじい戦いを繰り広げ、勢い余ってホワイトを殺してしまう。命を落としたホワイトの魂を繋ぎ止めたため、魔力は本来の半分以下になっている。
オズとフィガロの師匠であり、二人がどこか欠けた魔法使いに育ってしまったのは自分とホワイトのせいだと考えている。
「厄災の奇妙な傷」の影響で、夜になると絵の中に閉じ込められる。
ホワイトと比べるとやや短気な印象が目立つ。お酒を飲むと眠くなってしまうらしい。
ホワイト
声 - 寺島拓篤
演 - 田口司
身長：135cm / 誕生日：5月29日 / 魔道具：人形 / 特技：予言、占い
スノウの双子の兄弟で弟にあたる。スノウとは仲が良く、息がぴったりで「我らは二人で一人。」と言っている。スノウと同様、幼い子供の姿をしているが、魔法で大人の姿になることもできる。実年齢を知らない人間たちの前では、子供らしく振舞っている。
本当は遠い昔に、スノウと大喧嘩したことで命を落としており、幽霊である。スノウによって魂をつなぎ留められ、残像に実体を与えられている。その際、双子の首筋にあった賢者の魔法使いの紋章が、半分ずつに分かれ、二人で一つの紋章となった。
また幽霊のため、魔力は本来の半分以下となっている。
「厄災の奇妙な傷」の影響で、夜になると絵の中に閉じ込められる。
ミスラ
声 - 高橋広樹
演 - 鮎川太陽
身長：187cm / 誕生日：2月8日 / 魔道具：水晶のドクロ / 特技：死体を操る
オズに次ぐ、第2の魔力の持ち主。濡れたような色気を放つ美青年で約1500歳。畏まった口調をしており一見紳士的だが、中身はかなり野性的。オーエンをお茶に誘っておきながらいきなり「むらっときた」といって殺そうと襲いかかるなど次の行動が読めない危うい点が目立つ。いつかオズを倒して、最強の魔法使いになりたいと思っている。
ルチル・ミチル兄弟の母親である大魔女チレッタとは旧知の仲で、母親代わり兼魔法の師匠であった。チレッタが亡くなった現在でも彼女のことは大切に思っており、チレッタを侮辱する者は許さない。彼女の息子たちを守るという約束をしており、幼いころのルチルにも会ったことがあったが、ミスラ本人はそのことを忘れていた。これはミスラが忘れっぽいからというだけではなく、彼が自らの意志で死に向かうチレッタを喜ばせたい一心で交わした約束だったことから、約束をしたことでチレッタが喜んだ＝目的を果たしたことで安堵し忘れてしまったのではないかという説がある。約束を思い出してからは、面倒くさがったり文句を言いつつも兄弟たちが命を落とすことがないよう、時には強引に同行するなどして見守っている。
魔道具の水晶の髑髏は、約束と引き換えにチレッタから譲り受けたものである。空間移動が得意で、「空間の扉」を使って目的の場所まで一瞬で行くことができる。面倒くさいと思えば思うほど強い魔力が使えるらしく、賢者が「うぇいうぇい」とウザ絡みをすると大陸を越えて海にまで到達した。
「厄災の奇妙な傷」の影響で不眠症になっており、常に眠そうで不機嫌。しかし、賢者を導きの力によって眠ることができるため、主に任務などで駆り出されたあとは賢者を自分の部屋に強制連行することもある。
オーエン
声 - 浅沼晋太郎
演 - 神永圭佑
身長：178cm / 誕生日：11月1日 / 魔道具：トランク / 特技：動物と話す
毒舌で皮肉屋。他人の恐怖や悪意を好み、心を操ることが得意。犬派。約1200歳。人の思念から力を得て、魔力とする。魔道具のトランクの中には地獄の番犬・ケルベロスを封印しており、戦闘の際はトランクを開放し、相手にけしかける。しかし、ケルベロス自身はトランクに閉じ込めるオーエンのことが嫌いらしく、時折散歩と称して外界に出されるときはオーエンを殺そうと襲いかかってくる。魂（心臓）を別の場所に隠しているため、何度でも死に何度でも蘇る能力をもつが、痛覚は存在しているのでそのたびにちゃんと死ぬ苦痛を味わっている。狼をはじめとする獣と話せる能力があり、かつて狩狼官をしていた。
夢の森近くにお菓子でできた家を建てて暮らしていたこともあったようだが、すぐに飽きて放置した。
騎士団長時代のカインと邂逅し、彼の左目を奪い自身の左目と入れ替えたため、カインと同様で後天的なオッドアイ。しかし、どうしてそんなことをしたのかオーエン自身も分かっていない。カインから奪った金色の瞳を「こんな色は嫌い」と言いながら機嫌よく話したり、厄災戦の夜に集合した他の北の魔法使いたちに見せびらかすなど、本心は相当気に入っているようだ。
命を落としたホワイトの代わりに、新しく賢者の魔法使いとして召喚された。そのため、北の魔法使いが5人いることに不満を感じている。
幼いころの記憶がないため、自分がどこで産まれ、どこから来たのか、彼自身も分かっていない。しかし、幼いころは、100年近く暗い地下室に閉じ込められていたらしい。
また重度の甘党であり、独特の語彙力で食べたいものを表す為ネロを度々困らせている。
「厄災の奇妙な傷」の影響で、時折、騎士に憧れる子供のような、無邪気で甘えん坊な性格になる。しかし、本来の人格に戻ったオーエンは「傷」の間のことを覚えていないため、第1部のニコラスの落下事件の際には、虚勢を張り周囲の誤解を招いてしまった。また、「傷」の間のオーエンは、カインに懐き、狭い部屋に閉じ込められることや茨や一人にされることを極端に怖がる。それ故、1.5部では、自分を一人にしようとしたカインに怒り、ケルベロスをけしかけ彼を瀕死にしてしまった。
「傷」のことを他の魔法使いたちに知られるのを嫌がっており、現在のところ、知っているのは賢者とカインとヒースクリフとシノと双子のみである。
魔法舎ではたびたび、オズやミスラによって殺されたオーエンの死体が転がっており、賢者をぎょっとさせている。
ブラッドリー・ベイン
声 - 日野聡
演 - 中村太郎
身長：182cm / 誕生日：12月13日 / 魔道具：長銃 / 特技：喧嘩
北の国で、盗賊団を率いていた魔法使い。約600歳。ワイルドで男らしく面倒見が良い性格。愛称はブラッド（おもにネロとムルが呼ぶ）。ネロの作った美味しいご飯が好きで、前賢者にも「食べ物でやや懐柔できる」と記されており、とくにフライドチキンが大好物。
父親も魔法使いである。魔法使いの子どもを欲しがった父親が手当たり次第に子どもを作り、兄弟が大勢いた。（魔法使いとして生まれたのはブラッドリーだけ）そのため、たくさんいた兄弟が盗賊団時代の最初の部下だったようだ。
100年ほど前、雨の街で罪のない一般市民を無差別に虐殺する事件が起こり、魔法使いに対して負の感情を抱いた人間たちとの調和を図る目的で双子とフィガロを中心に構成された魔法使いの討伐隊によって拘束され、囚人となった。ミスラやオーエンに比べると魔力は劣るものの、強化魔法が得意かつ集団を動かす才覚があるため、戦況をめちゃくちゃにしてしまう厄介な存在。
最高位の強化魔法を使用する際は魔道具である長銃を短銃に変化させ、強化する相手を撃つ必要がある。
個を重んじる傾向が強い北の魔法使いには珍しく、集団を牽引することを得意とするため、その点では双子からも「オズでは世界征服は無理だったがブラッドリーなら成し遂げられるだろう」と一目置かれている。
また、死生観に対する考え方も他の北の魔法使いとは少々異なり、死者に対して「死者は尊敬されるべき」と敬意を払う。これは彼自身が集団の中で生まれ育った環境が影響しているものと思われる。
ネロとは元相棒の仲でほぼ同世代だが、ネロが子どものころにブラッドリーの怪しい取引に酌係として同席させていたことから、ブラッドリーの方がやや年上のようだ。
「厄災の奇妙な傷」の影響で、くしゃみをすると、どこかに飛ばされてしまう。

#### 東の国
ファウスト・ラウィーニア
声 - 伊東健人
演 - 矢田悠祐
身長：174cm / 誕生日：1月13日 / 魔道具：鏡 / 特技：呪術
東の国で呪い屋をしていた魔法使い。陰気な性格で、自他ともに認める「引きこもり」だが有事の際は周囲が圧倒されるほどのリーダーシップを発揮する。
フィガロの元で魔法を習っていたことがあり、フィガロは彼の師匠にあたる。フィガロの寿命の秘密を唯一本人から知らされている魔法使い。
元は建国前の中央の国付近で暮らしており、レノックスたちと共に魔法使いと人間が共存できる社会の為に革命を起こしたが、アーサーの祖先にあたる初代国王から裏切りを受けて危うく処刑されかける。処刑前夜、逃げようと嘆願するレノックスに「今逃げたら信用を失う」といって固辞し、火をつけられるその瞬間までアレクたち人間を信じ続けていた。それ以降は人間を憎み、東の国の嵐の谷に引きこもってからは呪い屋として生計を立てる。
東の国では先生役を引き受けており、厳しくも真面目な授業スタイルをとっている。座学が多い為、実技派のシノや面倒くさがり屋な節のあるネロをテストのたびに唸らせている。
今でも中央の国では初代国王の友人「聖ファウストさま」としてファウストは奉られており、聖ファウストの日や聖ファウスト聖堂なるものも存在するが本人は自身が「聖ファウスト」であることを否定している。
猫などのかわいいものが好きで、賢者とは猫好き仲間。また、本来は声が大きい。
被っている帽子を何故かミスラに気に入られている。
「厄災の奇妙な傷」の影響で、見ている夢が溢れてしまうため、人前で眠ることはない。
シノ・シャーウッド
声 - 岡本信彦
演 - 田村升吾
身長：168cm / 誕生日：4月14日 / 魔道具：大鎌 / 特技：罠作り
シャーウッドの森で案内人として活躍している森の番人。
ブランシェット家の小間使いで、若い魔法使いの中ではアーサーに次いで二番目に魔力が強い。ブランシェット家に忠誠を誓っており、愛想がないように見えるがブランシェット家もといヒースクリフへの愛情は本物である。また、ヒースクリフの母の作るレモンパイが好き。孤児のためラストネームは存在しないが、必要な際はシャーウッドの森からとってシャーウッドの姓を名乗っている。
ヒースクリフと共にとある魔法使いに魔法を習っていたが、彼の策略でヒースクリフととある約束をしてしまう。
座学より実践を好むため、実技の授業をせがんで先生役のファウストを困らせることもある。また、レノックスに稽古をつけてもらっている。無茶をすることが多く、ヒースクリフたちを心配させることもしばしば。
自信のないヒースクリフが胸を張れるように、従者である自身が早く手柄を立てたいと思っており、ヒースクリフはなる気はないがヒースクリフを将軍にすることが目標である。また、賢者にも名声や評価を手っ取り早く手に入れられるような依頼はないか訪ねることが多い。
ヒースクリフ・ブランシェット
声 - 河本啓佑
演 - 加藤大悟（第1章 - 音楽祭1）、内藤光佑（エチュード2 - ）
身長：176cm / 誕生日：6月29日 / 魔道具：時計 / 特技：発明
東の国の貴族、ブランシェット家の息子。シノとは幼馴染。
母譲りの端正で誰もが見惚れる容姿を持つ魔法使い。引っ込み思案な性格で、自分に自信がない。しかし相手から一方的な侮辱を受けた場合や激しく怒りを感じた場合などは手厳しい言動で相手を威圧することもある。東の国らしく機械をいじるなど繊細な作業が好きで、シノの魔道具である大鎌に繊細な彫刻をしたのはヒースクリフである。
元々シノと一緒に魔法を習っていたが、当時の師匠はいい加減であった為、魔法舎に来てから賢者の魔法使いたちに正しい魔法の使い方を教えてもらうようになる。特にファウストのことを強く慕っている節がある。
「厄災の奇妙な傷」の影響で、強い恐怖を感じると黒豹に変身してしまう。この姿に変わるとシノの言葉すら届かずに暴れるようになり、また変身している最中の記憶はない。現在では動物と会話ができるオーエンだけがその対処ができる。その為、シノによって「傷」のことはヒースクリフには伏せられている。
ネロ・ターナー
声 - 杉山紀彰
演 - 坪倉康晴
身長：178cm / 誕生日：9月8日 / 魔道具：カトラリー / 特技：料理
東の国の首都である雨の街で飯屋を営んでいた魔法使い。料理に対して魔法を使わないことをポリシーとしている。（ただしカーケンメテオルは調理に魔法が必要なため除外。よってネロ本人はあまり作りたがらない）
料理の技術を活かして魔法舎では飯当番として活躍しており、魔法使いたちや賢者の胃袋を掴んでいる。また、料理に対する関心も非常に高く、賢者の世界の料理に関しても聞き得た情報をもとに調理しようとするなど、常に向上心を持つ。ファウストとは友人関係にあり、ファウストより年齢が上にもかかわらず彼のことを「先生」と呼ぶ。
人と親しくするのが得意ではない性格だが心優しく、なんだかんだ困っている人のことを放っておけないタイプである。とくに東のヒースクリフやシノ、中央のリケ、南のミチルを「お子ちゃまたち」と呼び、普段の食事以外でもこまめにおやつを作ってあげたりするなど甲斐甲斐しく面倒を見る。また、賢者の魔法使いたちを彼らの職業に準えた呼び方をすることがある。
また、リケが所属していた教団が彼に対して行った仕打ちを聞いて「人間どもはこんな子どもすら利用するのかよ」と激しい怒りを露わにした。
本人は周囲に伏せているが元は北の国の出身であり、本人曰く「ろくでもない親父と兄弟たちがいた」とのこと。ブラッドリーの盗賊団で彼の相棒として活動していたことがあり、彼とはその頃からの仲。盗賊団に所属していた頃から慣れ親しんでいる「ブラッド」の愛称で彼を呼び、周りの魔法使いに勘ぐられてしまうことがあるため毎度「ブラッド……リーくん」と誤魔化している。

#### 西の国
シャイロック・ベネット
声 - 立花慎之介
演 - 山田ジェームス武
身長：180cm / 誕生日：10月14日 / 魔道具：キセル / 特技：醸造
西の国で酒場を営んでいる魔法使い。約1500歳。その酒場には長命の魔法使いはほとんど訪れたことがあり、最初は人間も出入りしていたがいつしか魔法使い専用の酒場になっていたとのこと。
優雅でたおやかな雰囲気と独特な色気を思わせる言動が特徴的。カインに「あんたが話し始めると城の大広間が夜のラウンジになる」と言わしめるほど。
ムルとは酒場で出会って以来の友人で、魂が砕け散ってしまったムルに一から情操教育を施したのはシャイロックである。
ムルが魔法科学兵器を発明しようとした際、ムルのことを何度も止めようとしていたが最終的に止めることができず、彼の発明のせいで地元が廃れてしまった。
「厄災の奇妙な傷」により、心臓が燃えてしまうことがある。
ムル・ハート
声 - 仲村水希
演 - 橋本汰斗（第1章 - 祝祭1）、橋本真一（エチュード1 - ）
身長：177cm / 誕生日：2月11日 / 魔道具：指輪 / 特技：ゲーム
月に恋焦がれる魔法使い。約1500歳でシャイロックと同世代。本来は天才と呼ばれた学者であったが、月に近づきたいと思ったばかりに魂を砕かれてしまい、野生的な性格となり意思の疎通が困難になる。シャイロックによる情操教育を受けた後は気ままな猫のような性格になった。
魔法科学を発明した第一人者で、その件でシャイロックに憎まれている。
賢者が最初に出会う魔法使い。天才学者だった頃の頭脳は失われたとされていたが、時折本来のムルのような勘の良さを発揮しそれが問題解決に繋がることもある。
二人で一つであったスノウたちに「孤独」について語り、スノウがホワイトを殺してしまった要因を作った人物でもある。
クロエ・コリンズ
声 - 天﨑滉平
演 - 皆木一舞
身長：176cm / 誕生日：11月12日 / 魔道具：裁縫箱 / 特技：縫製
服を作ることが好きで、魔法舎の魔法使いたちの衣装を製作する魔法使い。その丁寧な作りとセンスの良さは北の魔法使いたちからも賞賛されるほどの腕前。ネロからのあだ名は「仕立て屋くん」。
魔法使いであるという理由から両親と姉たちにいじめられていた過去があり、裁縫屋であった実家でろくに仕事を与えられずに蔑まれていた。そんな中、魔法使いの気配に気がついたラスティカにより花嫁だと誤解されて外の世界に出ることになる。
花嫁ではないことに気がついたラスティカに解放されるものの、そのままラスティカの旅について行くことを決める。
ぼんやり屋さんで誰でも彼でも花嫁にしようとしてしまうラスティカを止めるしっかり者な性格。
仮死魔法が得意という意外な一面ももつ。
ラスティカ・フェルチ
声 - 三浦勝之
演 - 森田桐矢
身長：178cm / 誕生日：3月19日 / 魔道具：鳥籠 / 特技：楽器演奏、歌
自分の花嫁を追い求めている魔法使い。音楽家。花嫁だと感じたら老若男女種族構わず小鳥の姿にして鳥籠に入れてしまう。自分より魔力が弱いものなら誰でも鳥籠に入れることができ、その度にクロエが止めている。ネロからのあだ名は「花婿さん」。
のんびりとした性格で、紳士的でマイペース。チェンバロを弾くことが得意だが楽器全般を嗜む。誰に対しても物怖じせず丁寧に接する人物で、時には自身の作曲した歌をオーエンに歌唱させたりオズに音楽を教えることもある。
西の貴族フェルチ家の生まれで、「悲劇の貴公子」の名前で西の国で知られている。花嫁を追い求めているにもかかわらず花嫁に関する記憶を無くしてしまっている。また、魂が砕け散る前のムルに出会ったことがある。

#### 南の国
フィガロ・ガルシア
声 - 森川智之
演 - 和合真一
身長：183cm / 誕生日：6月5日 / 魔道具：オーブ / 特技：コミュニケーション
南の国で診療所をしていた医者の魔法使い。自称32歳の優しいハンサムなお兄さんだが、実際は2000歳を超えている。
社交的で飄々とした性格をしているが、時折空気が読めないことがある。弱くて優しい南の魔法使いを自称しているが、実際は北の国出身で、ミスラを倒したこともあるほどの強さを持つ。
スノウとホワイトの弟子で、二人からされた頼み事を断ることができず、魔道具であるオーブは二人に作ってもらったものであるとのこと。また弟弟子にあたるオズと世界征服をしていた過去を持つが、これらのことはルチルとミチルには伏せられている。
故郷の村で神様のように扱われていた時期があり、その村が雪崩で崩れフィガロのみが生き残った後スノウとホワイトの弟子になった。
ファウストの師匠で、特に彼に執心していたこと、自身の理想の弟子であったファウストが人間たちと革命に興じていたことで熱が冷め彼の手を離してしまったことが明かされており、またファウストには冷たい態度を常に取られている。レノックスとはその頃からの知り合い。
酒好きで、フィガロの体調を慮るミチルにはいつも怒られており、禁酒に励んでいる。博識で勉強家。なお時代に合わせて情報をアップデートしている為、昔はかつてのオズのような話し方だったという。
ラストネームの文化がない時代に生まれたものの、過去に殺した魔法使いの苗字が格好良かったことからその魔法使いの苗字をもらい「ガルシア」という苗字を名乗っている。
本人は自分の死期を悟っており、ファウストにだけ自分はそろそろ死ぬ可能性が高いということを伝えている。
レノックス・ラム
声 - 帆世雄一
演 - 白柏寿大
身長：190cm / 誕生日：5月16日 / 魔道具：鍵 / 特技：格闘技
南の国で羊飼いをしている魔法使い。約400歳でファウストより少し年上。ネロからのあだ名は「羊飼いくん」。
寡黙で言葉が出るのが遅いが心優しく実直で誠実な性格。が、なぜか笑顔が怖く見えてしまう。
生まれは現在の中央の国で、炭鉱夫として働いていたが、革命後にファウストを探して各地を放浪していた頃、南の国で再会したフィガロに誘われ羊飼いを始める。
革命軍時代に主君であったファウストのことを心の底から強く慕っており、革命後姿を消したファウストのことを何百年もかけて探し歩いて世界中を旅していた。その際シャイロックの酒場にも訪れたことがある。
賢者の魔法使いとして召喚されたことによって、ようやくファウストと再会を果たした。当初は冷たく「人違い」と拒絶されていたものの、何度も根気よく彼に接したおかげでファウストが折れたかたち。そのため現在でもレノックスはファウストを主君としてとらえており、彼のことを大切に思っている。
肉体派で、魔法を繰り出すよりも先に手が出てしまうのがお約束。
かけているメガネが怖い、という理由で幼い頃のルチルに魔法で何度もメガネを飛ばされていた。
ルチル・フローレス
声 - 土岐隼一
演 - 大海将一郎
身長：176cm / 誕生日：7月1日 / 魔道具：羽ペン / 特技：創作
南の国で教師をしている魔法使い。ミチルの兄。元々強い魔力を持っていたが、難産で命を落としかけていたミチルに魔力を分け与えたため、ルチル本人の魔力は半分になってしまった。
いつでも笑顔、温厚で優しい性格。落ち着いた兄らしい言動を取るが、時折大魔女であった母の面影を感じさせる無茶な行動に出て、ミスラさえもヒヤヒヤさせることがある。
箒に乗ってスピードを出すことが得意。またフィガロを超える酒豪である。
画伯であり、独特の絵を使った絵本を描くことがある。
ミチル・フローレス
声 - 村瀬歩
演 - 今牧輝琉（第1章 - 第3章）、弦間哲心（祝祭1 - ）
身長：162cm / 誕生日：12月15日 / 魔道具：薬瓶 / 特技：薬の調合
薬の調合を得意とする魔法使い。ルチルの弟。心優しく、人と魔法使いが助け合える世界を目標にしており、北の魔法使いたちを苦手としている。年相応に子どもっぽいところがある。リケとは親友。
大きな街に出た際に魔法使いというだけで人間に差別を受け、それから引きこもりになってしまった過去を持つ。魔道具の薬瓶は、その際同級生たちがミチルの元を訪れた時に持ってきてくれたお菓子がたくさん詰まった瓶であり、普段は薬草集めに使用している。
スノウとホワイトによる「南の魔法使いを全員滅ぼしてしまう」予言の子。
自身の呪文が長く、噛んでしまう為苦手としており、呪文を考えたフィガロに対して苦言を呈したり、強い魔法を教えるようにせがむことがある。

### その他
クックロビン
声 - 野島裕史（ゲーム）
演 - 星乃勇太
中央の国の書記官。
初めのころは魔法使いを怖がっており、ドラモンドの暴走を止められずにいた。しかし、月蝕の館で行方不明になった際、賢者と賢者の魔法使いに助けられたことがきっかけとなり考えを改める。
ニコラスの落下事件により、賢者と賢者の魔法使いが魔法舎での謹慎を言い渡された際には、妻とともに魔法舎を訪れ、彼らの日常を記録し城に報告することで、彼らの本当の姿を城の人間たちに知ってもらおうと奔走する。
前の賢者にも会ったことがあるようだが、今は彼の顔も名前も覚えていないらしい。それ故、「ちゃんと記録しておけば、覚えていたはず」と後悔しており、それが彼らの日常を記録する要因となって度々魔法舎を訪れるようになる。
カナリア
声 - 大原さやか（ゲーム）
クックロビンの妻。しっかりした性格。
月蝕の館で行方不明になった夫を、賢者と賢者の魔法使いに救われた後、お世話係として魔法舎で働く。たびたびネロに料理を教わっている。
ドラモンド
声 - 櫻井トオル（ゲーム）
演 - 平川和宏
中央の国の大臣。
魔法使いに不信感を抱き、ヴィンセントに命じられるまま賢者をさらおうとしたり、魔法舎を攻撃するも失敗。月蝕の館で行方不明になったクックロビンを、賢者と賢者の魔法使いに救われてから考えを改める。
ニコラスの落下事件の際には、魔法舎にクックロビンを派遣し、魔法使いたちの日常を記録して城に報告させることで、魔法使いに対する誤解や偏見を無くそうと陰ながら動いていた。
ヴィンセント
声 - 安元洋貴（ゲーム）
演 - 今拓哉
中央の国の王弟で、アーサーの叔父。
100年前に雨の街で起こった魔法使いによる虐殺事件により、魔法使いに対してドラモンド以上に偏見と不信感を抱いており、アーサーや他の魔法使いに対して、悪意ある発言をすることも多々ある。
第1部では、王位を狙っており、度々アーサーを失脚させようと企んでいた。それ故にアーサーの警告に耳を貸さず、ニコラスの異変についても口外しないように命じた。しかし、それが裏目に出て、中央の都を危機にさらしてしまい、アーサーに激怒された。事件後、ニコラスの関与を黙っていてほしいという思いから、延期していた叙任式を執り行うことを認めた。
魔法科学に心酔しており、西の国と癒着している。そのため、西の国に対して賢者や賢者の魔法使いを売ろうとしている。
アーサーが捨てられたことに対して多少の責任は感じているものの、賢者に対して魔法使いと歩み寄ることと引き換えに魔法使いの弱点を売るよう迫るなど、打算によって賢者と賢者の魔法使いとの関係を築こうとしている節がある。
ニコラス
声 - 増元拓也（ゲーム）
演 - 佐々木崇
中央の国のカインの前の騎士団長であり、現在は魔法科学兵団長。
魔法使いを毛嫌いしており、賢者の魔法使いに対して悪意ある発言をした際にルチルやシノ、さらにはヒースクリフに激怒される。カインに対しては、特に辛辣な言葉を浴びせ、城から出ていくように脅していた。
本当は、魔法使いに憧れ「魔法使いになりたかった」という思いを抱いていた。それ故、ノーヴァに騙され利用され、「月の召還術」を行い、世界中をぼろぼろにしてしまった張本人。しかし、儀式は失敗し「死せる都の祝祭」という別の秘儀へと変質していた。
心の中では、カインの実力を認めており、オーエンに対して「カインが国で一番強い騎士」と語り、自身の罪を告白した後、城のバルコニーから投身自殺を図ったが、一命をとりとめる。しかし、その事件が、賢者と賢者の魔法使いたちの立場を悪くしてしまった。意識を回復した後、トビカゲリの影に喰われ、異形の姿となってカインたちの前に現れたが、ヒースクリフの「傷」が発動した際に逃走し、グランヴェル城の前で、ファウストによって倒され、塵となった。
ノーヴァ
声 - 野島健児（ゲーム）
演 - 井澤勇貴
第1部の黒幕。ニコラスを騙し利用して、「月の召還術」を行わせた。その目的や正体は不明。
ジュードに媒介となった「月の石」を隠し、ミスラを殺そうとしたが、オーエン・ブラッドリー・ネロの助力を得たミスラに倒された。「空間の扉」により火山のマグマのなかに沈められたが、その直前「何度倒しても無駄」と言っていた。
ジュード
演 - 坂口湧久
中央の町に住んでいる少年。
ミスラ（ノーヴァの変装）により、服の下に「月の石」を隠され衰弱する。フィガロによって、「月の石」は取り除かれ、元に戻った。
チレッタ
元北の魔女でルチルとミチルの母親。ミチルを産んで亡くなった。
アレク・グランヴェル
中央の国の初代国王で、ファウストの幼馴染・元親友。
オズとフィガロの中途半端な世界支配によって混乱した世を収め、「人と魔法使いが平和に暮らす世界」を目指し、ファウストとともに革命を起こす。当時を知るレノックスは、「（アレクは）魔法使いが大好きな青年で、自分たちは、彼のために戦って石になるのは怖くなかった」と語っている。しかし、革命軍が大きくなるにつれ、アレクの周りにおべっかを使ったり魔法使いの不祥事を報告する者が現れ、ファウストが政治的な立ち回りが苦手だったこともあり、二人の間に亀裂ができてしまう。結果として、側近にそそのかされるまま、ファウストを含めた魔法使いたちを処刑した。
　晩年のアレクはそのことを悔いていたらしく、革命中のファウストを描いた絵を残し、再会を願っていた。
アントニオ

演 - 岡幸二郎
西の国王の従兄弟。
マナ石採掘場を所有する伯爵で、豊の街にある天空離宮の管理者でもある。
ラスティカとは4歳の時に会っているが、60歳の誕生日に再開したとき彼を覚えていなかった。また、幼少期は魔法使いに対し好意的であったが、現在は魔法化学を推奨する立場となっている。
家なし魔女

演 - 牧浦乙葵
西の国・泡の街出身の魔女。
指先に火を灯す魔法しか使えないため家を追われた。路上で眠り指先から出した炎で自分を温め、ひとりで子守唄を歌っている姿をクロエが覚えていた。
天空離宮で使用人として働いており、賢者の魔法使いに導かれることで祝祭に関わることとなる。
吟遊詩人
演 - 雷太
ザシャ
演 - 西山蓮都
ビアンカ
演 - 熊谷彩春（舞台作品に声のみ出演）
元中央の魔女で、ファウストが率いた革命軍の一員。
チェーリオ
演 - 鈴木壮麻
コリン
演 - チャンヘ
オヴィシウス
声 - 川原慶久（ゲーム）
演 - 内藤大希
第1.5部の黒幕。ターリアを蘇らせるため、グランヴェル城に茨の城を召還するが、賢者の魔法使いに阻まれ失敗。最期は、オズに倒されマナ石となった。しかし、彼にそうするように唆した犯人は別にいる様子。
ターリア
声 - 近藤唯（ゲーム）
演 - 綾凰華
西の国の魔女
オーレオリン
声 - 渡谷美帆（ゲーム）
演 - 七木奏音
バイオレット
声 - 八巻アンナ（ゲーム）
演 - 野本ほたる
シアン
声 - 熊谷海麗（ゲーム）
演 - 上杉柚葉
スカーレット
声 - 熊谷海麗（ゲーム）
演 - 西葉瑞希
ビリジアン
声 - 八巻アンナ（ゲーム）
演 - 今泉和歌子

## 漫画
『コミックZERO-SUM』（一迅社）にて、シノノメウタの作画による漫画が2020年6月号より2024年2月号まで連載された。メインストーリーを元にコミカライズされている。
2023年12月27日、「クオリティを保ったまま連載を継続することが困難」という理由により、作画をシノノメウタから仲村柴太郎に交代することを発表。『魔法使いの約束 COMIC』のタイトルで、同誌の2024年5月号（同年3月28日発売）にプロローグが掲載され、同年6月号より連載中。
- シノノメウタ（漫画）、都志見文太・coly（原作・シナリオ）、ダンミル（キャラクターデザイン原案） 『魔法使いの約束』 一迅社〈ZERO-SUMコミックス〉、全3巻
  1. 2021年1月25日発売[22][23]、ISBN 978-4-7580-3578-1
  2. 2021年11月25日発売[24]、ISBN 978-4-7580-3674-0
  3. 2024年4月30日発売[25]、ISBN 978-4-7580-8501-4

- 仲村柴太郎（漫画）、都志見文太・coly（原作・シナリオ）、ダンミル（キャラクターデザイン原案） 『魔法使いの約束 COMIC』 一迅社〈ZERO-SUMコミックス〉、既刊1巻（2025年1月31日現在）
  1. 2025年1月31日発売[26][27]、ISBN 978-4-7580-8637-0

## 舞台
2021年2月に舞台化が発表され、同年5月より原作ゲームのメインストーリー第1部を3章に分けて上演。2023年にイベントストーリー「祝祭シリーズ」の5つのストーリーを2部作で上演。2024年にイベントストーリー「エチュードシリーズ」および「オーケストラ音楽祭」を各2部作で上演。2025年よりメインストーリー第1.5部を前後編の2部作で上演。

### 公演リスト
舞台『魔法使いの約束』第1章
2021年5月14日 - 5月30日：東京都・天王洲 銀河劇場
舞台『魔法使いの約束』第2章
2021年11月5日 - 11月21日：東京都・天王洲 銀河劇場
舞台『魔法使いの約束』第3章
2022年4月29日 - 5月8日：東京都・天王洲 銀河劇場
2022年5月13日 - 5月15日：愛知県・アイプラザ豊橋
2022年5月20日 - 5月22日：京都府・京都劇場
舞台『魔法使いの約束』祝祭シリーズ Part1
2023年2月17日 - 3月5日：東京都・天王洲 銀河劇場
舞台『魔法使いの約束』祝祭シリーズ Part2
2023年7月8日 - 23日：東京都・天王洲 銀河劇場
舞台『魔法使いの約束』エチュードシリーズ Part1
2024年6月1日 - 9日：東京都・天王洲 銀河劇場
2024年6月15日 - 23日：大阪府・SkyシアターMBS
舞台『魔法使いの約束』オーケストラ音楽祭〜main story〜
2024年6月28日 - 30日：東京都・TACHIKAWA STAGE GARDEN
舞台『魔法使いの約束』エチュードシリーズ Part2
2024年11月30日 - 12月8日：東京都・天王洲 銀河劇場
2024年12月14日 - 22日：大阪府・SkyシアターMBS
舞台『魔法使いの約束』オーケストラ音楽祭〜series collection〜
2024年12月27日 - 29日：東京都・TACHIKAWA STAGE GARDEN
舞台『魔法使いの約束』きみに花を、空に魔法を 前編
2025年9月6日 - 23日：東京都・天王洲 銀河劇場
2025年9月28日 - 10月5日：大阪府・東京建物 Brillia HALL 箕面 大ホール

### スタッフ
- 原作 -「魔法使いの約束」 / coly
- 脚本・作詞・ - 浅井さやか
- 演出 - ほさかよう
- 音楽 - 坂部剛
- 振付 - 本山新之助

## ラジオ

### 魔法使いの約束ラジオ〜こちら魔法舎談話室〜
『魔法使いの約束ラジオ〜こちら魔法舎談話室〜』が、インターネットラジオ配信サイト「音泉」にて2022年1月18日（第1回）から11月22日（第23回）まで配信。
『魔法使いの約束ラジオ〜こちら魔法舎談話室〜in中央の国』として、回数は通算のままリニューアルし、同じ配信元にて2022年12月6日（第24回）より2023年1月24日（第27回）まで配信。
『魔法使いの約束ラジオ〜こちら魔法舎談話室〜in北の国』として、回数は通算のままリニューアルし、同じ配信元にて2023年2月7日（第28回）より3月21日（第31回）まで配信。
『魔法使いの約束ラジオ〜こちら魔法舎談話室〜in東の国』として、回数は通算のままリニューアルし、同じ配信元にて2023年4月11日（第32回）より5月23日（第35回）まで配信。
『魔法使いの約束ラジオ〜こちら魔法舎談話室〜in西の国』として、回数は通算のままリニューアルし、同じ配信元にて2023年6月13日（第36回）より7月25日（第39回）まで配信。
『魔法使いの約束ラジオ〜こちら魔法舎談話室〜in南の国』として、回数は通算のままリニューアルし、同じ配信元にて2023年8月8日（第40回）より9月26日（第43回）まで配信。
『魔法使いの約束ラジオ〜こちら魔法舎談話室〜』（国名の付かないラジオとしては二代目）として、回数は通算のままリニューアルし、同じ配信元にて2023年10月10日（第44回）から配信中。
パーソナリティ及びゲスト
- 初代（第1回 - 第23回）パーソナリティ：伊東健人（ファウスト役）、帆世雄一（レノックス役）
  - 第4回ゲスト：三浦勝之（ラスティカ役）
  - 第6回ゲスト：神原大地（カイン役）
  - 第9回ゲスト：天﨑滉平（クロエ役）
  - 第13回ゲスト：土岐隼一（ルチル役）
  - 第14回ゲスト：浅沼晋太郎（オーエン役）
  - 第16回ゲスト：鈴木千尋（スノウ役）
  - 第18回ゲスト：永野由祐（リケ役）
  - 公開録音ゲスト（第20回 / 第21回）：河本啓佑（ヒースクリフ役）・仲村水希（ムル役）

- in中央の国（第24回 - 第27回）パーソナリティ：近藤隆（オズ役）、田丸篤志（アーサー役）
- in北の国（第28回 - 第31回）パーソナリティ：（鈴木千尋（スノウ役）、浅沼晋太郎（オーエン役）
  - 第31回ゲスト：日野聡（ブラッドリー役）

- in東の国（第32回 - 第35回）パーソナリティ：伊東健人（ファウスト役）、河本啓佑（ヒースクリフ役）
  - 第33回ゲスト：岡本信彦（シノ役）
  - 第35回ゲスト：杉山紀彰（ネロ役）

- in西の国（第36回 - 第39回）パーソナリティ（仲村水希（ムル役）、天﨑滉平（クロエ役））
  - 第37回ゲスト：三浦勝之（ラスティカ役）
  - 第38回ゲスト：立花慎之介（シャイロック役）

- in南の国（第40回 - 第43回）パーソナリティ：土岐隼一（ルチル役）、帆世雄一（レノックス役）
- 二代目（第44回 - 第56回）パーソナリティ：伊東健人（ファウスト役）、河本啓佑（ヒースクリフ役）
  - 第47回ゲスト：岡本信彦（シノ役）
  - 第49回ゲスト：村瀬歩（ミチル役）
  - 公開録音昼の部（第56回）ゲスト：田丸篤志（アーサー役）、帆世雄一（レノックス役）

- 二代目（第57回 - 第67回）パーソナリティ：田丸篤志（アーサー役）、帆世雄一（レノックス役）
  - 公開録音夜の部（第57回）ゲスト：伊東健人（ファウスト役）、河本啓佑（ヒースクリフ役）

- 二代目（第68回）パーソナリティ：鈴木千尋（スノウ役）、仲村水希（ムル役）
- 二代目（第69回）パーソナリティ：伊東健人（ファウスト役）、河本啓佑（ヒースクリフ役）
- 二代目（第70回）パーソナリティ：仲村水希（ムル役）、三浦勝之（ラスティカ役）
- 二代目（第71回 - 第73回）パーソナリティ：田丸篤志（アーサー役）、帆世雄一（レノックス役）
- 二代目（第74回 - 配信中）パーソナリティ：田丸篤志（アーサー役）、神原大地（カイン役）
  - 第76回ゲスト：杉山紀彰（ネロ役）
  - 第78回ゲスト：伊東健人（ファウスト役）
  - 第80回ゲスト：河本啓佑（ヒースクリフ役）

### 舞台『魔法使いの約束』ラジオ広報室
『舞台『魔法使いの約束』ラジオ広報室』が、FMラジオ番組「AuDee CONNECT」（JFN系列）内にて2024年5月1日（第1回）から放送。本放送以外にも、デジタル音声配信サービス「AuDee」の会員向けサービス「AuDee番組メンバーシップ」にて『舞台『魔法使いの約束』 ラジオ広報室〜休憩所〜』（第2回からの名称）が配信。
本放送 パーソナリティ
- 大森夏向（真木晶 役）

AuDee番組メンバーシップ パーソナリティ及びゲスト
- 初回 - 第2回パーソナリティ：岩城直弥（カイン役）、白柏寿大（レノックス役）
  - 初回 - 第2回ゲスト：大森夏向（真木晶 役）

- 第3回 - 第4回パーソナリティ：大森夏向（真木晶 役）、神永圭佑（オーエン役）
- 第5回 - 第6回パーソナリティ：大森夏向（真木晶 役）、森田桐矢（ラスティカ役）
- 第7回 - 第8回パーソナリティ：大森夏向（真木晶 役）、田村升吾（シノ役）
- 第9回 - 第10回パーソナリティ：大森夏向（真木晶 役）、皆木一舞（クロエ役）
- 第11回 - 第12回パーソナリティ：大森夏向（真木晶 役）、加藤大悟（ヒースクリフ役）
- 第13回 - 第14回パーソナリティ：大森夏向（真木晶 役）、山田ジェームス武（シャイロック役）
- 第15回 - 第16回パーソナリティ：大森夏向（真木晶 役）、鮎川太陽（ミスラ役）
- 第17回 - 第18回パーソナリティ：大森夏向（真木晶 役）、弦間哲心（ミチル役）
- 第19回 - 第20回パーソナリティ：大森夏向（真木晶 役）、矢田悠祐（ファウスト役）
- 第21回 - 第22回パーソナリティ：大森夏向（真木晶 役）、大海将一郎（ルチル役）
- 第23回 - 第24回パーソナリティ：大森夏向（真木晶 役）、丘山晴己（オズ役）
- 第25回 - 第26回パーソナリティ：大森夏向（真木晶 役）、田口司（ホワイト役）
- 第27回 - 第28回パーソナリティ：大森夏向（真木晶 役）、新谷聖司（リケ役）
- 第29回 - 第30回パーソナリティ：大森夏向（真木晶 役）、和合真一（フィガロ役）
- 第31回 - 第32回パーソナリティ：大森夏向（真木晶 役）、橋本真一（ムル役）
- 第33回 - 第34回パーソナリティ：大森夏向（真木晶 役）、岩城直弥（カイン役）
- 第35回 - 第36回パーソナリティ：大森夏向（真木晶 役）、中村太郎（ブラッドリー役）
- 第37回 - 第38回パーソナリティ：大森夏向（真木晶 役）、内藤光佑（ヒースクリフ役）
- 第39回 - 第40回パーソナリティ：大森夏向（真木晶 役）、陣慶昭（スノウ 役）
- 第41回 - 第42回パーソナリティ：大森夏向（真木晶 役）、坪倉康晴（ネロ 役）
- 第43回 - 第44回パーソナリティ：大森夏向（真木晶 役）、白柏寿大（レノックス 役）
- 第45回 - 第46回パーソナリティ：大森夏向（真木晶 役）、チャンヘ（コリン 役）
- 第47回 - 第48回パーソナリティ：大森夏向（真木晶 役）、北川尚弥（アーサー 役）
- 第49回 - 第50回パーソナリティ：大森夏向（真木晶 役）、山田ジェームス武（シャイロック 役）
- 第51回 - 第52回パーソナリティ：大森夏向（真木晶 役）、神永圭佑（オーエン 役）
- 第53回 - 第54回パーソナリティ：大森夏向（真木晶 役）、皆木一舞（クロエ 役）
- 第55回 - 第56回パーソナリティ：大森夏向（真木晶 役）、陣慶昭（スノウ 役）

## テレビアニメ
2025年1月から3月までTOKYO MXほかにて放送された。

### スタッフ（テレビアニメ）
- 原作 - coly[2]
- 監督 - 龍輪直征[2]
- シリーズ構成・脚本 - 樋口七海[2]
- キャラクターデザイン - 長友望己[2]
- サブキャラクターデザイン - 川口千里、丹羽彩乃
- プロップデザイン - 高畑かおり、八島祥子、有我洋美
- モンスターデザイン - 植竹美則
- 色彩設計 - 橋上あきら[2]
- 美術監督 - 春日美波[2]
- 美術設定 - SAKO、須江信人、滝沢麻菜美
- 3DCGディレクター - 澤田大輔
- 撮影監督 - 山越康司[2]
- 編集 - 長谷川舞[2]
- 音響監督 - 田中亮[2]
- 音響制作 - 東北新社[2]
- 音楽 - 片山修志[2]
- 音楽制作 - ポニーキャニオン[2]
- プロデューサー - 堀江桐子、寺西史、井上弘美、菊地実郎、西川恭平、亀井博司、有水宗治郎、杉本麗子、中野ゆりか、安部眞太郎
- アニメーションプロデューサー - 菴原愛
- アニメーション制作 - ライデンフィルム[2]
- 製作幹事 - coly、松竹[43]
- 製作 - アニメまほやく製作委員会[2]（coly、松竹、ポニーキャニオン、丸井グループ、USP、毎日放送、角川メディアハウス、KADOKAWA Game Linkage、TOKYO MX、BS-TBS）

### 主題歌
「Year N」
Miliによるオープニングテーマ。作詞はCassie Wei、作曲はYamato KasaiとCassie Wei、編曲はYamato Kasai。
「僕らは愛に恋して生きる」
LIP×LIPによるエンディングテーマ。作詞・作曲・編曲はHoneyWorks。

### 各話リスト
| 話数   | サブタイトル               | 絵コンテ | 演出     | 作画監督 | 総作画監督                                                                                         | 初放送日      |
| ------ | -------------------------- | -------- | -------- | --- | -------------------------------------------------------------------------------------------------- | ------------- |
| 第1話  | 風が強くて、猫が騒ぐ       | 龍輪直征 | 龍輪直征 | 松井瑠生 柑原豆真 佐野陽子 鞠野黄英 大橋美典 | 長友望己 川口千里                                                                                  | 2025年 1月6日 |
| 第2話  | 残酷な月に抗う者たち       | 龍輪直征 | 長岡義孝 | こうのけいこ 大河内忍 池田志乃 川口千里 志賀道憲 大橋美典                                                                                         | 川口千里 松岡謙治 古谷梨絵 長友望己 大橋美典                                                       | 1月13日       |
| 第3話  | 真心を込めて、朝食を       | 川畑喬   | 髙田美里 | 中村岳志 小田原宏太 志賀道憲 森田実 光の園・アニメーション                                                                                        | 長友望己 小澤円 川口千里 大橋美典                                                                  | 1月20日       |
| 第4話  | 未知と恐れと共栄と         | 吉岡忍   | 吉田俊司 | 大橋美典 若山政志 キム・デジョン | 大橋美典 長友望己                                                                                  | 1月27日       |
| 第5話  | 気ままな魔法使いと合コンを | 関野関十 | 関野関十 | キム・デジョン パク・ミヒョン 明光 今里佳子 松本緑 森悦史 mika 吉武はつひ                                                                         | 浦島美紀 露木愛里 吉武はつひ 橋本純一 長友望己 大橋美典                                            | 2月3日        |
| 第6話  | 無垢なあなたにできること   | 川畑喬   | 茉田哲明 | 松井瑠生 細田沙織 木下裕孝 大河内忍 片田敬信 池田志乃 光の園・アニメーション                                                                      | 川口千里 大橋美典 長友望己                                                                         | 2月10日       |
| 第7話  | 酒宴に招かれざる客         | 樋口香里 | 長岡義孝 | 高田浩美 松本緑 渡辺浩二 大橋美典 池田志乃 清水勝祐 キム・デジョン パク・ミヒョン                                                                 | 小梶慎也 吉武はつひ 露木愛里 伊藤大翼 佐藤陽子 橋本淳稔 長友望己 大橋美典                          | 2月17日       |
| 第8話  | いびつな奇跡のかけらたち   | 湯川学   | 山本隆太 | 小澤円 三橋妙子 志賀道憲 福岡ゆう 森悦史 Khiev Sothina 明光                                                                                       | 長友望己 小澤円 大橋美典                                                                           | 2月24日       |
| 第9話  | 薄氷の上で物憂げなダンスを | 秋山朋子 | 吉田俊司 | 奥野倫史 太田宣貴 池田志乃 松本緑 キム・デジョン ソン・ギルヨン パク・ミヒョン キム ダビン キム ホンイク パク ジングァン ハン ソイ テア イン 明光 | 川口千里 長友望己 大橋美典 吉武はつひ                                                              | 3月3日        |
| 第10話 | ひとりぼっちで歩いていける | migmi    | 飯村正之 | 江崎稔 グレーン Triple A スタジオグラム 半扇門 | 浦島美紀 露木愛里 小野田貴之 長友望己 大橋美典 吉武はつひ                                          | 3月10日       |
| 第11話 | 兆しの鳥の目は醒めて       | 関野関十 | 長岡義孝 | 徳田夢之介 小澤円 三橋妙子 松本緑 福岡ゆう 川岸隆太 内野明雄 山口光紀 森悦史 前原薫 木下裕孝                                                      | 古谷梨絵 大貫希 吉武はつひ 浦島美紀 橋本淳稔 福岡ゆう 丹羽彩乃 大橋美典 川口千里 長友望己 早乙女啓 | 3月17日       |
| 第12話 | あなたの世界に祝福を       | 茉田哲明 | 茉田哲明 | 徳田夢之介 池田志乃 迫江沙羅 松本緑 松原一之 三橋妙子 小澤円 川岸隆太 LIKAI STUDIO 明光                                                           | 長友望己 大橋美典 橋本純一 浦島美紀 丹羽彩乃 佐野陽子 川口千里                                     | 3月24日       |

### 放送局
| 放送期間               | 放送時間                     | 放送局   | 対象地域   | 備考                           |
| ---------------------- | ---------------------------- | -------- | ---------- | ------------------------------ |
| 2025年1月6日 - 3月24日 | 月曜 22:00 - 22:30           | TOKYO MX | 東京都     | 製作参加                       |
| 2025年1月7日 - 3月25日 | 火曜 23:30 - 水曜 0:00       | BS-TBS   | 日本全域   | 製作参加 / BS/BS4K放送         |
| 2025年1月8日 - 3月26日 | 水曜 3:30 - 4:00（火曜深夜） | 毎日放送 | 近畿広域圏 | 製作参加 / 『アニメ特区』第3部 |

| 配信開始日    | 配信時間                | 配信サイト | 備考                     |
| ------------- | ----------------------- | --- | ------------------------ |
| 2025年1月6日  | 月曜 22:00 更新         | DMM TV | 地上波同時・単独先行配信 |
| 2025年1月11日 | 土曜 22:00 以降順次更新 | ABEMA dアニメストア （本店・ニコニコ支店・for Prime Video） U-NEXT アニメ放題 Amazon Prime Video Lemino J:COM STREAM TELASA milplus見放題パックプライム Hulu FOD （本店・FODチャンネル for Prime Video） MBS動画イズム TVer ニコニコ動画 バンダイチャンネル AnimeFesta ふらっと動画 | 見放題配信               |
|               |                         | Google Play YouTube HAPPY!動画 ビデオマーケット カンテレドーガ music.jp | 都度課金配信             |

### BD
| 巻 | 発売日        | 収録話         | 規格品番  |
| -- | ------------- | -------------- | --------- |
| 1  | 2025年4月23日 | 第1話 - 第4話  | SHBR-0759 |
| 2  | 2025年5月28日 | 第5話 - 第8話  | SHBR-0760 |
| 3  | 2025年6月25日 | 第9話 - 第12話 | SHBR-0761 |